# شیخ حسن
شیخ حسن یکی از روستاهای استان آذربایجان شرقی است که در دهستان لاهیجان بخش خسروشاه شهرستان تبریز واقع شده‌است.

## ابهام
یکی دیگر از روستاهایی که به نام شیخ حسن وجود دارد روستایی است که در استان البرز قرار دارد و اگر مکان دقیقتر آن را مد نظر داشته باشیم روستایی است که جز دهستان‌های نجم‌آباد از توابع شهرستان نظرآباد می‌باشد.